# Moment Bends
Moment Bends è il quarto album discografico in studio del gruppo musicale indie pop australiano Architecture in Helsinki, pubblicato nell'aprile 2011.

## Tracce
1. Desert Island – 4:15
2. Escapee – 2:59
3. Contact High – 3:40
4. W.O.W – 2:51
5. Yr Go To – 4:21
6. Sleep Talkin' – 2:58
7. I Know Deep Down – 3:57
8. That Beep – 3:45
9. Denial Style – 3:24
10. Everything's Blue – 3:55
11. B4 3D – 4:16